# Canthon deplanatus
Canthon deplanatus är en skalbaggsart som beskrevs av Edgar von Harold 1868. Canthon deplanatus ingår i släktet Canthon och familjen bladhorningar. Inga underarter finns listade.